# Жіночий портрет (Корреджо)
«Жіночий портрет» або «Портрет шляхетної дами» (італ. Ritrato di gentildonna) — картина італійського художника Корреджо (1489—1534). Відомо, що художник мало прожив і майже не малював портретів.

## Опис твору
Невідома жінка сидить спокійно біля дерева, яке розпізнають як лавр. Стовбур дерева обвива плющ, що символізуе кохання і родинну вірність. Одяг стриманий в кольорах, але вишуканий, не простий. Його підкреслюють рідкісний капелюшок-берет і велике декольте. Селянки так не вдягались. Мотузка з вузлами, яка слугує за пояс, нагадує пояси ченців чину Святого Франциска. Отже, це не просто портрет, а портрет із посвятою. На посвяту натякають й журливе обличчя моделі, і її одяг.

## Версії
Портрет вивчали довго й прискипливо. Відносили до творів Антоніо Аллегрі (Корреджо) або венеційця Лоренцо Лотто , хоча моделі Лотто значно сміливіші, а художня манера — неврова і неспокійна.
За однією з версій — це поетеса Вероніка Гамбара, дружина Джиберто, володаря міста Корреджо. Можливо, вона була меценатом художника і підтримувала його. На подяку той і намалював цей портрет. Вірші Вероніки отримали визнання, бо вона щиро оплакувала смерть свого чоловіка, що помер у 1518 році. Навіть підпис художника латиною на стовбурі дерева вважали ім'ям померлого чоловіка.
Досить схоже обличчя знайшли і на портреті-гравюрі поетеси Гамбара в книзі графа Літта «Відомі італійські родини». Майже 200 років портрет перебував в збірці князів Юсупових.

## Провенанс
Лише в 1925 році його серед численних творів мистецтва передали в Ермітаж зі спустошеного Юсуповського палацу (Санкт-Петербург), що якраз почав називатись Ленінград.